# سرین‌حصار
سرین‌حصار (به ترکی استانبولی: Serinhisar) شهری است در کشور ترکیه که در استان دنیزلی واقع شده‌است. جمعیت این شهر بر اساس سرشماری سال ۲۰۰۸ میلادی ۱۰٬۸۷۰ نفر و بر اساس برآوردهای سال ۲۰۰۹ میلادی ۱۱٬۰۴۱ نفر می‌باشد.